# Gare de Lacourtensourt
Gare de Lacourtensourt vasútállomás Franciaországban, 
- Aucamville
- Toulouse

 településen.

## Vasútvonalak
Az állomást az alábbi vasútvonalak érintik:
- Bordeaux–Sète-vasútvonal

## Kapcsolódó állomások
A vasútállomáshoz az alábbi állomások vannak a legközelebb:
- Gare de Fenouillet-Saint-Alban (Gare de Bordeaux-Saint-Jean, Bordeaux–Sète-vasútvonal)
- Gare de Toulouse-Lalande-Église (Gare de Sète, Bordeaux–Sète-vasútvonal)
- Gare de Saint-Jory
- Gare de Toulouse-Matabiau